# Millaroca
La forcadella, millaroca o xereix aferradís, entre altres noms comuns (Setaria verticillata) és una espècie de planta monocotiledònia de la família Poaceae, originària del Vell Món. És una planta herbàcia anual amb fisiologia C4, amb hàbit expansiu, que pot arribar a atènyer el metre d'alçada. Aquesta espècie s'ha estès a moltes regions temperades i tropicals del món i es comporta com una mala herba. S'ha informat que les poblacions d'aquesta espècie són resistents a l'atrazina i altres herbicides .

## Morfologia

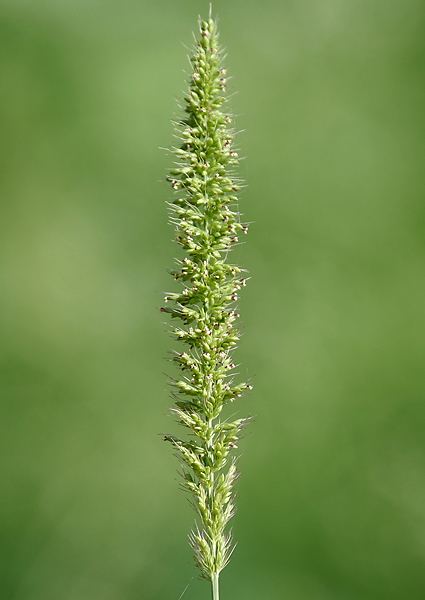
Panícula.

Setaria verticillata és una planta herbàcia anual que pot arribar fins a un metre d'alçada. La planta forma grups solts i estesos, amb tiges geniculades (culms) sovint arrelades als nusos inferiors.
Les fulles, generalment glabres, tenen un limbe que pot arribar als 30 cm de llargada i d'1 a 1,5 cm d'amplada, punxegut a l'extrem, prims i flexible, amb nervadures ben diferenciades. La beina és ciliada a la vora en formes de regions temperades i mostra una lígula d' 1 a 2 mm d'alçada, formada per un serrell de pèls.
La inflorescència és una panícula estreta, espiciforme, més o menys cilíndrica, de 5 a 15 cm de llargada. Aquesta panícula sovint és un xic lobulada, revelant el raquis en alguns llocs. Les espiguetes s'agrupen en ramells curts distribuïts entorn el raquis. Cada espigueta, de 2 a 2,5 mm de llarg, està subtessa per 1 a 3 pèls de 2 a 8 mm de llarg. Aquests pèls, amb aspresa retrorsa (cap avall), fan que les espiguetes s'enganxin amb facilitat a la roba o al pel dels animals i sovint a altres inflorescències. La gluma inferior és el doble de curta que l'espigueta, mentre que la gluma superior, és tan llarga com l'espiga, i amaga el lemma superior finament arrugat.
El fruit és una cariopsi, d'una llargada de 1,2 a 1,5 mm, de color marró clar i de forma ovoide, lleugerament comprimit dorsiventralment.

## Distribució
L'àrea de distribució original de S. verticillata probablement sigui al Vell Món i inclouria el nord d'Àfrica (Algèria, Egipte, Líbia, Marroc, Tunísia), l'Àsia temperada (la Península Aràbiga, el Caucas, la Xina, l'Àsia Central, l'Orient Mitjà i Pròxim). : Xipre, l'Iran, l'Iraq, Israel, el Líban, Turquia) i l'est, el centre i el sud d'Europa.
L'espècie s'ha naturalitzat en moltes altres regions : Extrem Orient (Japó), Australàsia (Austràlia, Nova Zelanda), Escandinàvia (Dinamarca, Finlàndia, Noruega), Amèrica del Nord (el Canadà, Estats Units, Mèxic), Oceania (Hawaii), Amèrica del Sud (el Brasil, Xile, el Perú )

## Sinònims
Segons Catalogue of Life (5 de juliol de 2016) rep els següents sinònims taxonòmics:
- Chaetochloa ambigua (Guss.) Scribn. & Merr.,
- Chaetochloa brevispica Scribn. & Merr.,
- Chaetochloa verticillata (L.) Scribn.,
- Chaetochloa verticillata var. breviseta (Mutel) Farw.,
- Chamaeraphis italica var. ambigua (Guss.) Kuntze,
- Chamaeraphis italica var. aparine (Steud.) Kuntze,
- Chamaeraphis italica var. densa Kuntze,
- Chamaeraphis italica var. rottleri (Spreng.) Kuntze,
- Chamaeraphis italica var. verticillata (L.) Kuntze,
- Chamaeraphis verticillata (L.) Porter,
- Ixophorus verticillatus (L.) Nash,
- Panicum adhaerens Forssk.,
- Panicum ambiguum (Guss.) Hausskn., nom. illeg.,
- Panicum aparine Steud.,
- Panicum asperum Lam.,
- Panicum decipiens (F.W.Schultz) E.H.L.Krause, nom. illeg.,
- Panicum floribundum Willd. ex Spreng., pro syn.,
- Panicum italicum Ucria, nom. illeg.,
- Panicum respiciens (A.Rich.) Hochst. ex Steud.,
- Panicum rottleri (Spreng.) Nees, nom. illeg.,
- Panicum rude Lam. ex Steud., nom. nud.,
- Panicum verticillatum L.,
- Panicum verticillatum var. ambiguum Guss.,
- Panicum verticillatum var. antrorsum A.Braun,
- Panicum verticillatum var. aparine (Steud.) Asch. & Schweinf.,
- Panicum verticillatum subsp. aparine (Steud.) T.Durand & Schinz,
- Panicum verticillatum var. brevisetum Mutel,
- Panicum verticillatum var. coloratum A.Braun ex Asch. & Graebn.,
- Panicum verticillatum var. parviflorum Döll,
- Panicum verticillatum var. retrorsum Asch. & Schweinf.,
- Panicum verticillatum var. robustum A.Braun ex Asch. & Graebn.,
- Panicum verticillatum var. seticuliferum Pauquy,
- Panicum verticillatum var. vulgare Döll, nom. inval.,
- Panicum viride Desf., nom. illeg.,
- Pennisetum respiciens A.Rich.,
- Pennisetum verticillatum (L.) R.Br.,
- Setaria adhaerens (Forssk.) Chiov.,
- Setaria adhaerens var. ambigua (Guss.) Belo-Corr.,
- Setaria adhaerens var. antrorsa (A.Braun) H.Scholz,
- Setaria adhaerens var. font-queri Calduch,
- Setaria adhaerens subsp. verticillata (L.) Belo-Corr.,
- Setaria adhaerens var. verticillata (L.) Belo-Corr.,
- Setaria ambigua (Guss.) Guss., nom. illeg.,
- Setaria ambigua var. latifolia Freyn,
- Setaria ambigua f. major Bujor.,
- Setaria ambigua f. ramiflora Bujor.,
- Setaria ambigua f. schulteissii A.Zimm.,
- Setaria aparine (Steud.) Chiov.,
- Setaria brevispica (Scribn. & Merr.) K.Schum.,
- Setaria carnei Hitchc.,
- Setaria conglomerata Fr. ex Schltdl.,
- Setaria decipiens F.W.Schultz,
- Setaria decipiens Schimp. ex Morariu, nom. illeg.,
- Setaria decipiens f. latifolia (Freyn) Soó,
- Setaria decipiens f. major (Bujor.) Soó,
- Setaria decipiens var. schulteissii (A.Zimm.) Morariu,
- Setaria decipiens f. schultheissii (A.Zimm.) Soó,
- Setaria depauperata Phil.,
- Setaria floribunda Spreng.,
- Setaria gussonei Kerguélen,
- Setaria italica var. aparine (Steud.) Kuntze,
- Setaria leiantha f. subhirsuta Hack.,
- Setaria nubica Link,
- Setaria panicea subsp. ambigua (Guss.) Asch. & Graebn.,
- Setaria pratensis Phil.,
- Setaria pseudoverticillata Schltdl., pro syn.,
- Setaria respiciens (A.Rich.) Walp.,
- Setaria rottleri Spreng.,
- Setaria teysmannii Miq.,
- Setaria verticillata subsp. adhaerens (Forssk.) Jauzein,
- Setaria verticillata f. ambigua (Guss.) B.Boivin,
- Setaria verticillata var. ambigua (Guss.) Parl.,
- Setaria verticillata subsp. ambigua (Guss.) Trab. ex Cuénod,
- Setaria verticillata var. aparine (Steud.) Asch. & Graebn.,
- Setaria verticillata subsp. aparine (Steud.) T.Durand & Schinz,
- Setaria verticillata f. arenosa (Schur) Morariu,
- Setaria verticillata var. arenosa Schur,
- Setaria verticillata var. breviseta Godr., nom. illeg.,
- Setaria verticillata var. breviseta Gray,
- Setaria verticillata var. congesta F.Gérard,
- Setaria verticillata var. font-queri (Calduch) O.Bolòs & Vigo,
- Setaria verticillata var. latifolia Freyn,
- Setaria verticillata var. longiseta Ducommun,
- Setaria verticillata var. pilifera B.de Lesd.,
- Setaria verticillata var. pubescens Maire & Weiller, nom. inval.,
- Setaria verticillata var. ramosa N.H.F.Desp.,
- Setaria verticillata var. respiciens (A.Rich.) A.Braun,
- Setaria verticillata var. robusta (A.Braun ex Asch. & Graebn.) Vollm.,
- Setaria verticilliformis Dumort.,
- Setaria viridis var. ambigua (Guss.) Coss. & Durieu,
- Setaria viridis subsp. ambigua (Guss.) K.Richt.,
- Setaria viridis var. insularis A.Terracc.,
- Setariopsis verticillata (L.) Samp.

## Llista de varietats
Segons The Plant List (5 de juny del 2016):
- varietat Setaria verticillata var. ambigu (Guss.) Parl.
- varietat Setaria verticillata var. colorata (A. Braun ex Asch. & Graebn.) Podp.
- varietat Setaria verticillata var. robusta (A. Braun) Hegi

## Llista de subespècies i varietats
Segons Tropicos (5 de juny del 2016)  (avís: llista sense processar és probable que contingui sinònims):
- Subespècie Setaria verticillata subsp. ambigua (Guss.) K. Richt.
- Subespècie Setaria verticillata subsp. aparine (Steud.) T. Durand & Schinz
- Subespècie Setaria verticillata subsp. euverticillata Briq.
- Subespècie Setaria verticillata subsp. verticillata
- Varietat Setaria verticillata var. ambigua (Guss.) Parl.
- Varietat Setaria verticillata var. aparine (Steud.) Asch. & Schweinf.
- Varietat Setaria verticillata var. arenosa Schur
- Varietat Setaria verticillata var. breviseta Gray
- Varietat Setaria verticillata var. colorata (A. Braun ex Asch. & Graebn.) Podp.
- Varietat Setaria verticillata var. latifolia Freyn
- Varietat Setaria verticillata var. longiseta Ducommun
- Varietat Setaria verticillata var. multiflora Goiran
- Varietat Setaria verticillata var. pilifera de Lesd.
- Varietat Setaria verticillata var. pubescens Maire & Weiller
- Varietat Setaria verticillata var. ramosa Ducommun
- Varietat Setaria verticillata var. respiciens (Hochst. ex A. Rich.) A. Braun
- Varietat Setaria verticillata var. robusta (A. Braun) Hegi
- Varietat Setaria verticillata var. verticillata
- Varietat Setaria verticillata var. vivipara Schur